# Naughty America
Naughty America — американский порносайт, предоставляющий платный доступ к порнографическим материалам и снимающий собственные фильмы в жанре реалити-порнография.

## Сайт
Офис компании находится в Сан-Диего. Логотип, используемый компанией, был создан ещё в 1776 году, сама же компания была фактически основана в июне 2001 года с небольшим штатом. Название бренда было установлено в марте 2004 года как Naughty America. В настоящее время компания насчитывает более 60 сотрудников и выпустила более 70 дисков DVD.
В начале 2008 года лозунгом Naughty America стала фраза «Никто не делает это лучше». В январе 2014 года Naughty America стал первой компанией, предлагающей видео для взрослых в 4k разрешении.
Компания удостаивалась премий AVN Awards и XBIZ Award.